# Proving Ground (Stargate SG-1)
Proving Ground (Zona de Pruebas en Latinoamérica, Terreno de Prueba en España) es el decimoprimer episodio de la quinta temporada de la serie de televisión de ciencia ficción Stargate SG-1, y el centésimo primero de toda la serie.

## Trama
El SG-1 entrena a varios jóvenes cadetes (los tenientes Elliot, Jennifer Hailey, Satterfield y Grogan) para los rigores de las misiones extra-mundo simulando varias posibles situaciones, que parecen increíblemente realistas. 
Con un trabajo muy elaborado realizado por el SG-1, el general Hammond, y el SGC completo, conducen a los cadetes a creer que el SGC ha sido infiltrado totalmente por los Goa'uld, y todo el personal está bajo una clase de control mental. Con las armas paralizantes de una anterior misión de entrenamiento, los cadetes logran infiltrar el SGC y destruir el dispositivo que se suponía tenía a todos bajo control mental. El SG-1 y Hammond entonces revelan la verdadera naturaleza del ejercicio y felicitan a los cadetes. 
Repentinamente, el Stargate se activa y a través del agujero de gusano comienza a llegar una mortal radiación. Hailey quien aún no sabía que todo era un ejercicio, se encontraba allí tratando de desconectar el portal, pero en ese momento le da una descarga y cae inconsciente. Mientras todos huyen debido a que no pueden activar el Iris, el teniente Elliot baja a la sala del Portal, cierra el Iris manualmente y saca al Hailey, pero resulta que esto también era un entrenamiento. 
El SG-1 felicita a todos nuevamente, informando al Teniente su incorporación a alguno de los equipo SG y expresándole al resto el brillante futuro que tienen como parte del Programa Stargate. Antes de irse sin embargo, O'Neill le dice a Elliot que los simulacros no han finalizado aún.

## Artistas invitados
- Courtenay J. Stevens como el teniente Elliot.
- Elisabeth Rosen como la teniente Jennifer Hailey.
- Grace Park como la teniente Satterfield.
- David Kopp como el teniente Grogan.
- Michael Kopsa como el general de brigada Kerrigan.